# Басијано
Басијано (итал. Bassiano) је насеље у Италији у округу Латина, региону Лацио.
Према процени из 2011. у насељу је живело 922 становника. Насеље се налази на надморској висини од 570 м.

## Становништво
| 1931. | 1936. | 1951. | 1961. | 1971. | 1981. | 1991. | 2001. | 2011. |
| ----- | ----- | ----- | ----- | ----- | ----- | ----- | ----- | ----- |
| 2.801 | 2.211 | 2.141 | 1.874 | 1.595 | 1.535 | 1.635 | 1.617 | 1.580 |